# Bucy-lès-Pierrepont
Bucy-lès-Pierrepont är en kommun i departementet Aisne i regionen Hauts-de-France i norra Frankrike. Kommunen ligger  i kantonen Sissonne som ligger i arrondissementet Laon. År 2022 hade Bucy-lès-Pierrepont 406 invånare.

## Befolkningsutveckling
Antalet invånare i kommunen Bucy-lès-Pierrepont
Referens: INSEE